# Abendhalde
Das Gebiet Abendhalde ist ein mit Verordnung vom 3. März 2004 durch die Körperschaftsforstdirektion Tübingen ausgewiesener Schonwald (Schutzgebiet-Nummer 200012) bei Gomadingen im Landkreis Reutlingen in Baden-Württemberg.

## Lage
Das Schutzgebiet befindet sich zwischen Dapfen und Apfelstetten und gehört zum Landschaftsschutzgebiet Laucherttal mit Nebentälern. Es liegt im Distrikt 31 „Plaun“ Abteilung 3 „Abendhalde“ des Gemeindewaldes Gomadingen und umfasst einen Teil des Flurstücks Nr. 2256 auf Gemarkung Dapfen, Gemeinde Gomadingen.
Im Schutzgebiet liegt das Biotop Schatthangwald im Schonwald „Abendhalde“ mit der Biotopnummer 276224152292.

## Vegetation
Im Schonwald kommen laut Waldbiotopkartierung die folgenden Pflanzen vor:
Feldahorn, Berg-Ahorn, Wolfs-Eisenhut, Ähriges Christophskraut, Giersch, Gewöhnliche Haselwurz, Braunstieliger Streifenfarn, Nesselblättrige Glockenblume,
Wald-Segge, Zerbrechlicher Blasenfarn, Gewöhnlicher Spindelstrauch, Rotbuche, Scharbockskraut, Gemeine Esche, Kleines Schneeglöckchen,
Waldmeister, Echte Nelkenwurz, Stinkende Nieswurz, Waldgerste, Gefleckte Taubnessel, Rote Heckenkirsche, Wald-Bingelkraut, Wald-Flattergras,
Gemeine Fichte, Schwarzer Holunder, Fuchssches Greiskraut, Wald-Ziest, Bergulme, Große Brennnessel.

## Schutzzweck
Der Schutzzweck des Schonwalds ist gemäß Schutzgebietsverordnung
- die Erhaltung eines Laubholzbestandes (Ahorn, Ulme, Esche, Buche) mit natürlichen Massenvorkommen des Schneeglöckchens und artenreicher Begleitflora (Gelbstern, Moschuskraut, Seidelbast etc.);
- die Förderung von teilweise vorkommenden, seltenen Baumarten wie z. B. Elsbeere oder Mehlbeere;
- die Habitatsicherung für die im jeweiligen Schonwald typischen und seltenen Arten von Flora und Fauna.

## Betreuung
Wissenschaftlich betreut wird der Schonwald durch die Forstliche Versuchs- und Forschungsanstalt Baden-Württemberg (BVA).